# Robert Sylvester
Pour les articles homonymes, voir Sylvester.
Robert Sylvester, né le 7 février 1907 à Newark dans le New Jersey et mort le 9 février 1975 à Montauk (East Hampton) dans l'État de New York, est un écrivain, scénariste, critique dramatique et journaliste américain, auteur de roman policier.

## Biographie
Après avoir travaillé dans divers journaux, il devient dans les années 1950, critique dramatique au New York Daily News.
Il est l’auteur d’une biographie de Joe Louis, champions du monde de boxe poids lourds de 1937 à 1949, The Joe Louis Story. Il en fait l’adaptation pour le film homonyme, The Joe Louis Story (en), réalisé par Robert Gordon.
Une bonne pincée (The Big Doodle), publié en 1954, dont l'intrigue se déroule à Cuba, est adapté en 1957 sous le titre Trafic à La Havane par Richard Wilson.
Au moment de sa mort, il est éditorialiste au Newsday.

## Œuvre

### Romans
- The Rough Sketch, 1948 (autre titre We Were Strangers)
- The Second Oldest Profession, 1950
  - L'École du scandale, Marabout no 55, 1952
- The Big Doodle, 1954
  - Une bonne pincée, Série noire no 252, 1955

### Biographie
- The Joe Louis Story, 1952

## Filmographie
- 1948 : 1 épisode de la série télévisée Tonight on Broadway (en) réalisé par Martin A. Gosch
- 1949 : Les Insurgés adaptation de The Rough Sketch réalisée par John Huston
- 1950 : 1 épisode de la série télévisée The Philco Television Playhouse, adaptation de The Second Oldest Profession réalisée par Gordon Duff
- 1953 : The Joe Louis Story (en), adaptation du livre homonyme réalisé par Robert Gordon
- 1957 : Trafic à La Havane, adaptation de The Big Doodle réalisée par Richard Wilson
- 1958 : 1 épisode de la série télévisée Naked City réalisé par William Beaudine

## Sources
- Claude Mesplède, Les Années Série noire vol.1 (1945-1959) Encrage « Travaux » no 13, 1992
- Claude Mesplède et Jean-Jacques Schleret, SN Voyage au bout de la Noire, Futuropolis, 1982, p. 351.